# العلاقات الإسرائيلية السورينامية
العلاقات الإسرائيلية السورينامية هي العلاقات الثنائية التي تجمع بين إسرائيل وسورينام.

## مقارنة بين البلدين
هذه مقارنة عامة ومرجعية للدولتين:
| وجه المقارنة                                              | إسرائيل                                                             | سورينام                        |
| --------------------------------------------------------- | ------------------------------------------------------------------- | ------------------------------ |
| المساحة (كم2)                                             | 20.77 ألف                                                           | 163.27 ألف                     |
| عدد السكان (نسمة)                                         | 8.89 مليون                                                          | 563.40 ألف                     |
| الكثافة السكانية (ن./كم²)                                 | 428.02                                                              | 3.45                           |
| العاصمة                                                   | القدس                                                               | باراماريبو                     |
| اللغة الرسمية                                             | اللغة العبرية، اللغة العربية                                        | اللغة الهولندية                |
| العملة                                                    | شيكل إسرائيلي جديد، شيكل إسرائيلي قديم، جنيه فلسطيني، جنيه إسرائيلي | دولار سورينامي، غيلدر سورينامي |
| الناتج المحلي الإجمالي (بليون دولار)                      | 350.85 مليار                                                        | 3.32 مليار                     |
| الناتج المحلي الإجمالي (تعادل القوة الشرائية) بليون دولار | 306.51 مليار                                                        | 9.07 مليار                     |
| الناتج المحلي الإجمالي الاسمي للفرد دولار أمريكي          | 35.73 ألف                                                           | 9.48 ألف                       |
| الناتج المحلي الإجمالي للفرد دولار أمريكي                 | 36.58 ألف                                                           | 16.64 ألف                      |
| مؤشر التنمية البشرية                                      | 0.899                                                               | 0.714                          |
| رمز المكالمات الدولي                                      | +972                                                                | +597                           |
| رمز الإنترنت                                              | .il                                                                 | .sr                            |
| المنطقة الزمنية                                           | توقيت إسرائيل، Israel Summer Time ‏                                  | 00                             |

## منظمات دولية مشتركة
يشترك البلدان في عضوية مجموعة من المنظمات الدولية، منها:
| علم المنظمة | اسم المنظمة                        | تاريخ انضمام إسرائيل | تاريخ انضمام سورينام |
| ----------- | ---------------------------------- | -------------------- | -------------------- |
|             | الأمم المتحدة                      | 11 مايو 1949         | 4 ديسمبر 1975        |
|             | منظمة التجارة العالمية             | 21 أبريل 1995        | ?                    |
|             | منظمة الشرطة الجنائية الدولية      | ?                    | ?                    |
|             | الاتحاد الدولي للاتصالات           | 24 يونيو 1948        | 15 يوليو 1976        |
|             | البنك الدولي للإنشاء والتعمير      | 12 يوليو 1954        | 27 يونيو 1978        |
|             | الاتحاد البريدي العالمي            | ?                    | ?                    |
|             | مؤسسة التمويل الدولية              | 26 سبتمبر 1956       | 1 سبتمبر 2011        |
|             | وكالة ضمان الاستثمار متعدد الأطراف | 21 مايو 1992         | 2 يوليو 2003         |
|             | يونسكو                             | 16 سبتمبر 1949       | 16 يوليو 1976        |

## وصلات خارجية
- موقع وزارة الخارجية الإسرائيلية
- موقع وزارة الخارجية السورينامية